# Burgundy School of Business
Burgundy School of Business es una escuela de negocios internacional y una de las principales Grandes Escuelas en Francia. Fue creada en 1899. Posee campus propios en París, Lyon y Dijon.
En 2019, su principal programa, el Master in Management, fue clasificado como el número 72 del mundo según el Financial Times.
Sus programas cuentan con la triple acreditación internacional de EQUIS, AACSB y EPAS. La escuela cuenta con numerosos alumnos notables en el campo de los negocios y la política, incluyendo varios CEOs.
La escuela cuenta con una red de 16.000 antiguos alumnos. 

## Profesor emérito
- Mario d'Angelo, académico francés